# Серпико (филм)
„Серпико“ (на английски: Serpico) е американска биографична драма от 1973 година на режисьора Сидни Лумет с участието на Ал Пачино.

## Сюжет
Работейки като полицейски патрул, Франк Серпико поема всяка задача. Той бавно открива скрит свят на корупция сред своите колеги полицаи. След като става свидетел как полицаи извършат насилие, да вземат подкупи и други форми на полицейска корупция, Серпико решава да докладва това което е видял, поради което той започва да бъде тормозен и заплашван от своите колеги. Неговата борба с полицията води и до проблеми в личните му взаимоотношения и застрашаване на живота му. Накрая след като е бил прострелян по време на обиск за наркотици на 3 февруари 1971 г., той свидетелства пред комисията „Кнап“ - правителствено разследване на полицейската корупция в НПИД между 1970 и 1972 г. След като получава Почетен медал на честта на полицията в Ню Йорк и пенсия за инвалидност, Серпико се оттегля от полицията и се премества да живее в Швейцария.

## В ролите
| Изпълнител       | Роля                          |
| ---------------- | ----------------------------- |
| Ал Пачино        | Франк Серпико                 |
| Джон Рендолф     | Сидни Грин                    |
| Джек Кехоу       | Том Киох                      |
| Биф Макгуайър    | Капитан Макклейн              |
| Барбара Ида-Йънг | Лори                          |
| Корнелия Шарп    | Лесли Лейн                    |
| Джон Медичи      | Паскуале                      |
| Алан Рич         | Окръжен адвокат Герман Таубер |
| Тони Робъртс     | Боб Блеър                     |